# Schaufeltrage
Die Schaufeltrage ist ein Hilfsmittel zur Rettung von verunglückten Personen, bei denen eine mögliche Fraktur der Wirbelsäule nicht auszuschließen ist. Sie ist eine flache Trage aus Leichtmetall oder Kunststoff, die der Länge nach geteilt werden kann. 

## Verwendung
Zum Aufnehmen („Aufschaufeln“) eines Patienten wird die Schaufeltrage in ihre beiden Teile getrennt und diese vorsichtig von beiden Seiten unter den Patienten geschoben, möglichst ohne ihn anzuheben oder sonst zu bewegen. Dann werden die beiden Hälften wieder mit Verschlüssen fixiert, der Patient mit Gurten fixiert, und der Patient liegt auf einer stabilen Unterlage. 
In der Regel wird der Patient anschließend auf eine Vakuummatratze gelegt, um einen schonenden Transport zu gewährleisten. 
Aufgrund ihrer geringen Größe und des geringen Gewichtes wird die Schaufeltrage gelegentlich auch zum Transport des Patienten in schwierigen Situationen, z. B. in engen Treppenhäusern, verwendet. Dazu ist die Schaufeltrage mit Gurten und Tragegriffen ausgestattet. Diese Vorgehensweise ist für den Patienten schonender als die Verwendung eines Tragetuches. Eine Schaufeltrage ist aber kein Rettungsmittel im Sinne eines Transport- oder Hebegerätes. Die Schaufeltrage kann keine Korbtrage ersetzen.
Die Schaufeltrage ist in jedem Rettungswagen und Notarztwagen vorhanden. Im amerikanischen Rettungsdienst wird die Schaufeltrage (im Amerikanischen als scoop stretcher oder orthopaedic stretcher bezeichnet) so gut wie nicht eingesetzt. Die Kombination von Schaufeltrage und Vakuummatratze wird dort durch das Spineboard (Rückenbrett) ersetzt. 
In Verbindung mit einer Vakuummatratze ist es möglich, einen auf dem Bauch liegenden Patienten mittels der Sandwichtechnik achsengerecht und bewegungsarm auf den Rücken zu drehen. Bei dieser Methode wird die Vakuummatratze auf den Patienten gelegt, die Schaufeltrage untergeschoben und entsprechend fixiert. Nach der Drehung um die Horizontalachse liegt der Patient auf dem Rücken in der Vakuummatratze.
Besonders bei Verdacht auf eine Wirbelsäulenverletzung wird sie zur Rettung aus Kraftfahrzeugen verwendet, um den Patienten liegend befreien zu können.
So genannte Kombitragen (Universal-Rescue-Stretcher, URS) vereinen Schaufeltrage und Tragestuhl. Eine solche Trage kann sowohl im ausgestreckten als auch im geknickten Zustand geteilt werden. Somit können Patienten sitzend aufgenommen und transportiert werden.

## Historisches
Das Museum für Rotkreuzgeschichte Pinneberg datiert ein hölzernes Exemplar in seinem Fundus auf das Jahr 1910. Unabhängig davon wird die (Neu-)Erfindung der Schaufeltrage im Jahr 1943 Wallace W. Robinson aus Portland, Maine, USA, zugeschrieben. Das erste Patent unter dem Namen „Splint-Stretcher-Frame“ trat am 11. März 1947 in Kraft, wobei es sich noch um einen Rahmen mit Scharnier am Kopfende und Öffnung am Fußende handelte.
Die heutige Form, die oben und unten zu öffnen ist, wurde am 6. Juli 1970 von Elroy E. Bourgraf, Inhaber des Tragenherstellers Ferno Washington Inc., und seinem Mitarbeiter Kenneth R. Self patentiert.

## Galerie

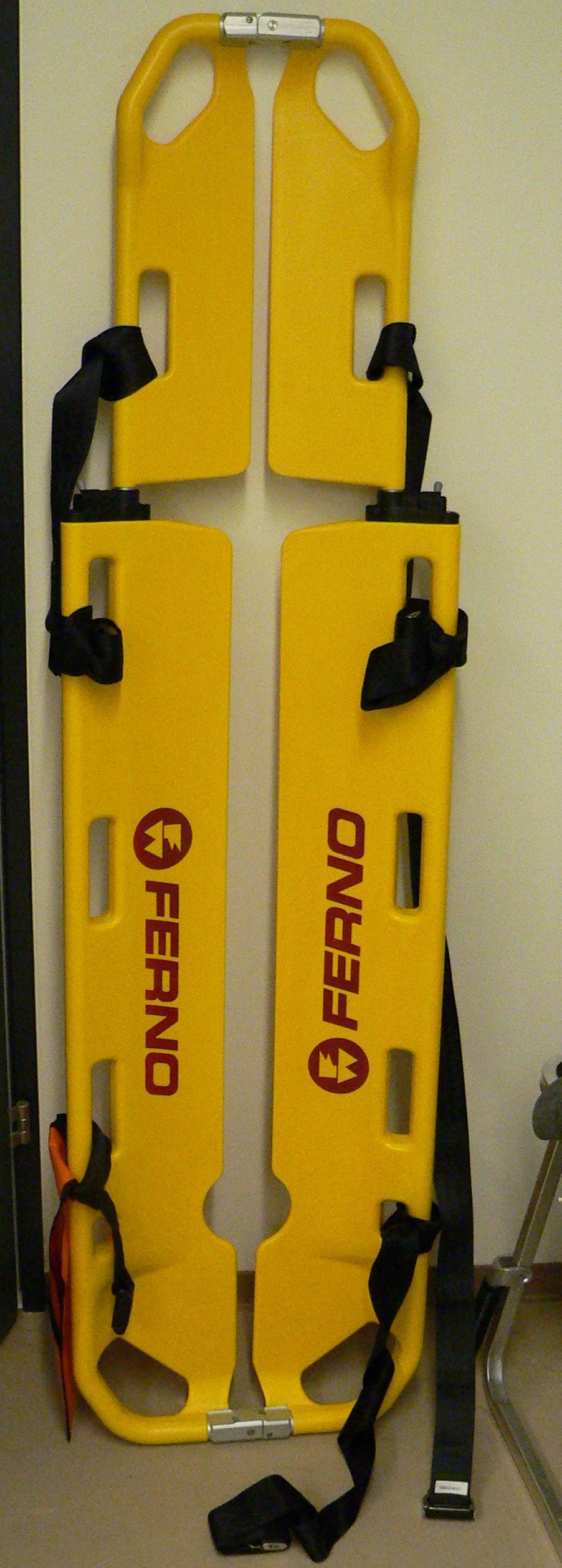
Moderne Schaufeltrage
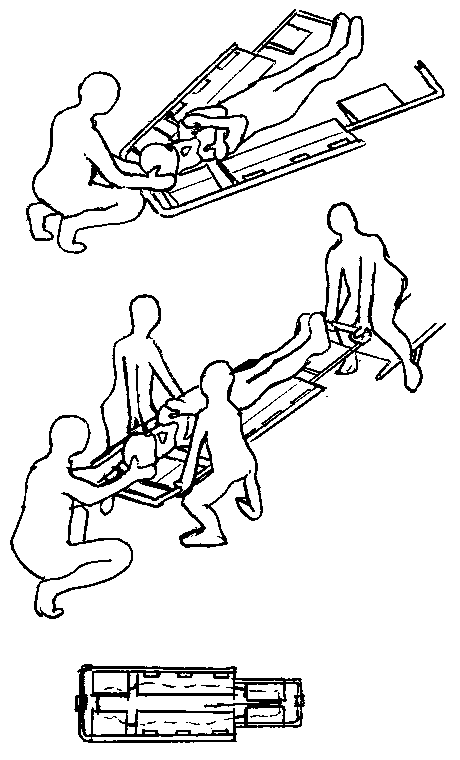
Oben: Aufschaufeln; Mitte: Anheben; Unten: Ansicht von unten
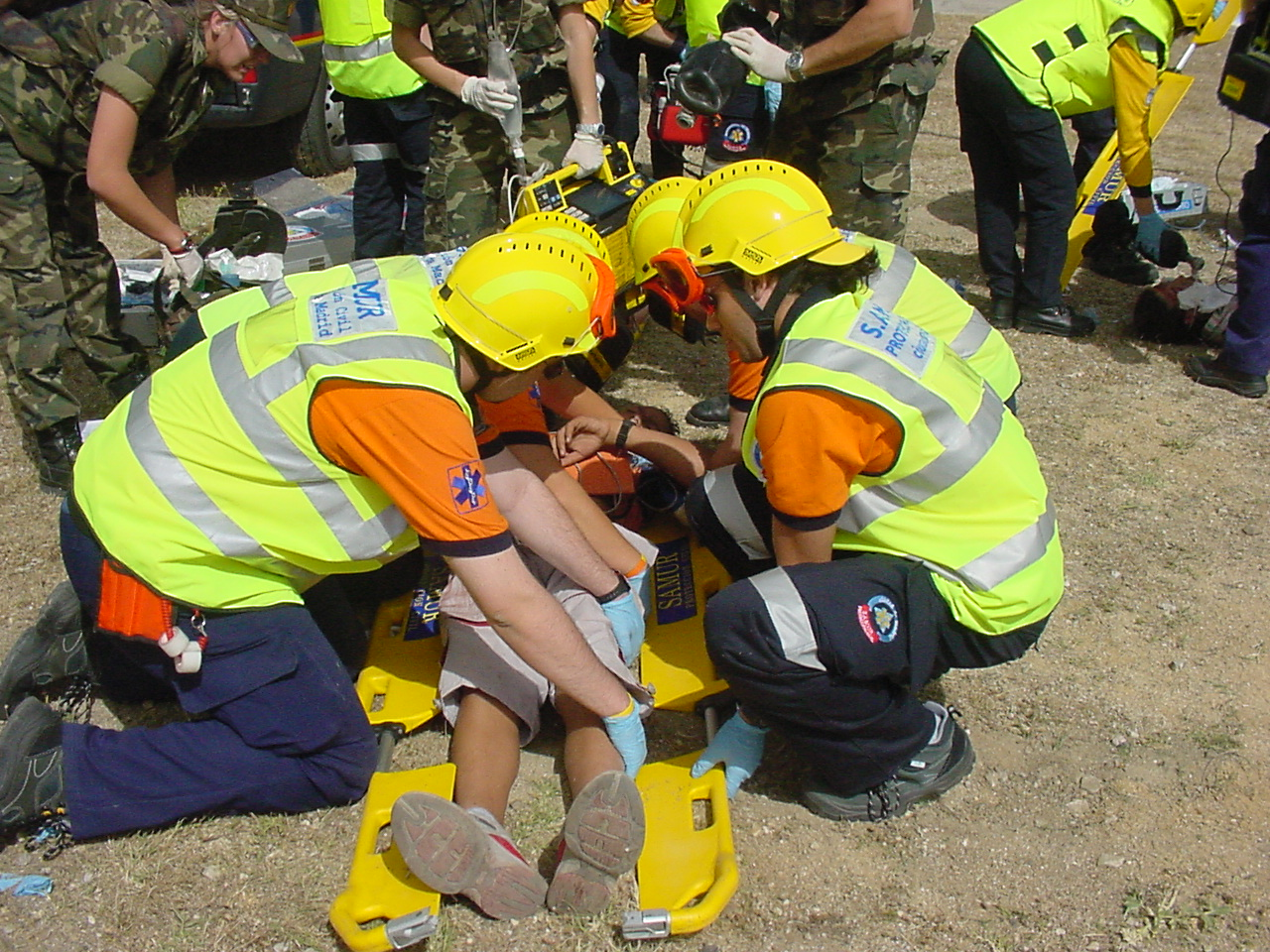
Anwendung
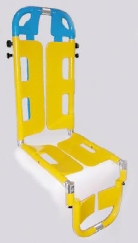
Kombitrage